# Escacs Circe
|   | a | b | c | d | e | f | g | h |   |
| 8 | e8 negres cavall · g7 negres alfil · e4 blanques torre · f4 blanques peó · g3 blanques rei · d2 blanques peó · f1 negres rei | e8 negres cavall · g7 negres alfil · e4 blanques torre · f4 blanques peó · g3 blanques rei · d2 blanques peó · f1 negres rei | e8 negres cavall · g7 negres alfil · e4 blanques torre · f4 blanques peó · g3 blanques rei · d2 blanques peó · f1 negres rei | e8 negres cavall · g7 negres alfil · e4 blanques torre · f4 blanques peó · g3 blanques rei · d2 blanques peó · f1 negres rei | e8 negres cavall · g7 negres alfil · e4 blanques torre · f4 blanques peó · g3 blanques rei · d2 blanques peó · f1 negres rei | e8 negres cavall · g7 negres alfil · e4 blanques torre · f4 blanques peó · g3 blanques rei · d2 blanques peó · f1 negres rei | e8 negres cavall · g7 negres alfil · e4 blanques torre · f4 blanques peó · g3 blanques rei · d2 blanques peó · f1 negres rei | e8 negres cavall · g7 negres alfil · e4 blanques torre · f4 blanques peó · g3 blanques rei · d2 blanques peó · f1 negres rei | 8 |
| 7 | e8 negres cavall · g7 negres alfil · e4 blanques torre · f4 blanques peó · g3 blanques rei · d2 blanques peó · f1 negres rei | e8 negres cavall · g7 negres alfil · e4 blanques torre · f4 blanques peó · g3 blanques rei · d2 blanques peó · f1 negres rei | e8 negres cavall · g7 negres alfil · e4 blanques torre · f4 blanques peó · g3 blanques rei · d2 blanques peó · f1 negres rei | e8 negres cavall · g7 negres alfil · e4 blanques torre · f4 blanques peó · g3 blanques rei · d2 blanques peó · f1 negres rei | e8 negres cavall · g7 negres alfil · e4 blanques torre · f4 blanques peó · g3 blanques rei · d2 blanques peó · f1 negres rei | e8 negres cavall · g7 negres alfil · e4 blanques torre · f4 blanques peó · g3 blanques rei · d2 blanques peó · f1 negres rei | e8 negres cavall · g7 negres alfil · e4 blanques torre · f4 blanques peó · g3 blanques rei · d2 blanques peó · f1 negres rei | e8 negres cavall · g7 negres alfil · e4 blanques torre · f4 blanques peó · g3 blanques rei · d2 blanques peó · f1 negres rei | 7 |
| 6 | e8 negres cavall · g7 negres alfil · e4 blanques torre · f4 blanques peó · g3 blanques rei · d2 blanques peó · f1 negres rei | e8 negres cavall · g7 negres alfil · e4 blanques torre · f4 blanques peó · g3 blanques rei · d2 blanques peó · f1 negres rei | e8 negres cavall · g7 negres alfil · e4 blanques torre · f4 blanques peó · g3 blanques rei · d2 blanques peó · f1 negres rei | e8 negres cavall · g7 negres alfil · e4 blanques torre · f4 blanques peó · g3 blanques rei · d2 blanques peó · f1 negres rei | e8 negres cavall · g7 negres alfil · e4 blanques torre · f4 blanques peó · g3 blanques rei · d2 blanques peó · f1 negres rei | e8 negres cavall · g7 negres alfil · e4 blanques torre · f4 blanques peó · g3 blanques rei · d2 blanques peó · f1 negres rei | e8 negres cavall · g7 negres alfil · e4 blanques torre · f4 blanques peó · g3 blanques rei · d2 blanques peó · f1 negres rei | e8 negres cavall · g7 negres alfil · e4 blanques torre · f4 blanques peó · g3 blanques rei · d2 blanques peó · f1 negres rei | 6 |
| 5 | e8 negres cavall · g7 negres alfil · e4 blanques torre · f4 blanques peó · g3 blanques rei · d2 blanques peó · f1 negres rei | e8 negres cavall · g7 negres alfil · e4 blanques torre · f4 blanques peó · g3 blanques rei · d2 blanques peó · f1 negres rei | e8 negres cavall · g7 negres alfil · e4 blanques torre · f4 blanques peó · g3 blanques rei · d2 blanques peó · f1 negres rei | e8 negres cavall · g7 negres alfil · e4 blanques torre · f4 blanques peó · g3 blanques rei · d2 blanques peó · f1 negres rei | e8 negres cavall · g7 negres alfil · e4 blanques torre · f4 blanques peó · g3 blanques rei · d2 blanques peó · f1 negres rei | e8 negres cavall · g7 negres alfil · e4 blanques torre · f4 blanques peó · g3 blanques rei · d2 blanques peó · f1 negres rei | e8 negres cavall · g7 negres alfil · e4 blanques torre · f4 blanques peó · g3 blanques rei · d2 blanques peó · f1 negres rei | e8 negres cavall · g7 negres alfil · e4 blanques torre · f4 blanques peó · g3 blanques rei · d2 blanques peó · f1 negres rei | 5 |
| 4 | e8 negres cavall · g7 negres alfil · e4 blanques torre · f4 blanques peó · g3 blanques rei · d2 blanques peó · f1 negres rei | e8 negres cavall · g7 negres alfil · e4 blanques torre · f4 blanques peó · g3 blanques rei · d2 blanques peó · f1 negres rei | e8 negres cavall · g7 negres alfil · e4 blanques torre · f4 blanques peó · g3 blanques rei · d2 blanques peó · f1 negres rei | e8 negres cavall · g7 negres alfil · e4 blanques torre · f4 blanques peó · g3 blanques rei · d2 blanques peó · f1 negres rei | e8 negres cavall · g7 negres alfil · e4 blanques torre · f4 blanques peó · g3 blanques rei · d2 blanques peó · f1 negres rei | e8 negres cavall · g7 negres alfil · e4 blanques torre · f4 blanques peó · g3 blanques rei · d2 blanques peó · f1 negres rei | e8 negres cavall · g7 negres alfil · e4 blanques torre · f4 blanques peó · g3 blanques rei · d2 blanques peó · f1 negres rei | e8 negres cavall · g7 negres alfil · e4 blanques torre · f4 blanques peó · g3 blanques rei · d2 blanques peó · f1 negres rei | 4 |
| 3 | e8 negres cavall · g7 negres alfil · e4 blanques torre · f4 blanques peó · g3 blanques rei · d2 blanques peó · f1 negres rei | e8 negres cavall · g7 negres alfil · e4 blanques torre · f4 blanques peó · g3 blanques rei · d2 blanques peó · f1 negres rei | e8 negres cavall · g7 negres alfil · e4 blanques torre · f4 blanques peó · g3 blanques rei · d2 blanques peó · f1 negres rei | e8 negres cavall · g7 negres alfil · e4 blanques torre · f4 blanques peó · g3 blanques rei · d2 blanques peó · f1 negres rei | e8 negres cavall · g7 negres alfil · e4 blanques torre · f4 blanques peó · g3 blanques rei · d2 blanques peó · f1 negres rei | e8 negres cavall · g7 negres alfil · e4 blanques torre · f4 blanques peó · g3 blanques rei · d2 blanques peó · f1 negres rei | e8 negres cavall · g7 negres alfil · e4 blanques torre · f4 blanques peó · g3 blanques rei · d2 blanques peó · f1 negres rei | e8 negres cavall · g7 negres alfil · e4 blanques torre · f4 blanques peó · g3 blanques rei · d2 blanques peó · f1 negres rei | 3 |
| 2 | e8 negres cavall · g7 negres alfil · e4 blanques torre · f4 blanques peó · g3 blanques rei · d2 blanques peó · f1 negres rei | e8 negres cavall · g7 negres alfil · e4 blanques torre · f4 blanques peó · g3 blanques rei · d2 blanques peó · f1 negres rei | e8 negres cavall · g7 negres alfil · e4 blanques torre · f4 blanques peó · g3 blanques rei · d2 blanques peó · f1 negres rei | e8 negres cavall · g7 negres alfil · e4 blanques torre · f4 blanques peó · g3 blanques rei · d2 blanques peó · f1 negres rei | e8 negres cavall · g7 negres alfil · e4 blanques torre · f4 blanques peó · g3 blanques rei · d2 blanques peó · f1 negres rei | e8 negres cavall · g7 negres alfil · e4 blanques torre · f4 blanques peó · g3 blanques rei · d2 blanques peó · f1 negres rei | e8 negres cavall · g7 negres alfil · e4 blanques torre · f4 blanques peó · g3 blanques rei · d2 blanques peó · f1 negres rei | e8 negres cavall · g7 negres alfil · e4 blanques torre · f4 blanques peó · g3 blanques rei · d2 blanques peó · f1 negres rei | 2 |
| 1 | e8 negres cavall · g7 negres alfil · e4 blanques torre · f4 blanques peó · g3 blanques rei · d2 blanques peó · f1 negres rei | e8 negres cavall · g7 negres alfil · e4 blanques torre · f4 blanques peó · g3 blanques rei · d2 blanques peó · f1 negres rei | e8 negres cavall · g7 negres alfil · e4 blanques torre · f4 blanques peó · g3 blanques rei · d2 blanques peó · f1 negres rei | e8 negres cavall · g7 negres alfil · e4 blanques torre · f4 blanques peó · g3 blanques rei · d2 blanques peó · f1 negres rei | e8 negres cavall · g7 negres alfil · e4 blanques torre · f4 blanques peó · g3 blanques rei · d2 blanques peó · f1 negres rei | e8 negres cavall · g7 negres alfil · e4 blanques torre · f4 blanques peó · g3 blanques rei · d2 blanques peó · f1 negres rei | e8 negres cavall · g7 negres alfil · e4 blanques torre · f4 blanques peó · g3 blanques rei · d2 blanques peó · f1 negres rei | e8 negres cavall · g7 negres alfil · e4 blanques torre · f4 blanques peó · g3 blanques rei · d2 blanques peó · f1 negres rei | 1 |
|   | a | b | c | d | e | f | g | h |   |

Els escacs Circe (o simplement Circe) són una variació dels escacs en què les peces capturades tornen a les seves posicions inicials tan bon punt són capturades. La variació va ser inventat pel compositor francès Pierre Monréal l'any 1967  i les regles dels escacs de Circe van ser detallades per primera vegada per Monréal i Jean-Pierre Boyer en un article a Problème, 1968. Rep el nom de l'encantadora Circe, que a l'Odissea instrueix Odisseu sobre com entrar a l'Inframón i tornar, de la mateixa manera que les peces dels escacs Circe poden tornar després de ser capturades.
La variació Circe rarament es juga en partida (quan ho és, normalment es combina amb escacs progressius), però molt sovint s'empra en problemes d'escacs màgics composts.
|  |

## Normes
Aquestes són les regles més habituals que s'utilitzen a Circe; hi ha moltes altres formes de joc en què les regles de renaixement poden variar.
- Els peons tornen a la posició inicial a la mateixa columna on s'han capturat.
- Les torres, els cavalls i els alfils tornen a la casella inicial que sigui del mateix color que la casella on han estat capturats.
- Les dames capturades tornen a la casella inicial de la dama.

Per exemple, un peó blanc capturat a b4 reneix a b2; un cavall negre capturat a f6 reneix a b8; una torre negra capturada a la mateixa casella renaix a h8. Es permet l'enroc amb una torre renascuda. Un peó renascut recupera la seva opció de moviment inicial de dos passos. Una peça promoguda capturada es tracta com a una peça (no com a un peó).
Si la casella on hauria de tenir lloc el renaixement està ocupada, ja sigui per una peça amiga o enemiga, la unitat capturada no renaixerà, sinó que s'elimina del tauler i no participa més en el joc (com una captura als escacs ortodoxos).
Si un peó captura via en passant, es trobaria immediatament davant del peó de l'oponent que renaixi, evitant així que cap dels dos peons es mogui.
Philip Cohen ha suggerit que no s'hauria de permetre un moviment que simplement inverteixi el moviment anterior de l'oponent. (Per exemple, les blanques Dd1, les negres Ag4: si les blanques juguen Dxg4, l'alfil renaixerà a c8, i les negres no haurien de poder recuperar immediatament Axg4.) 

## Exemple
La posició il·lustrada demostra un parell d'efectes inusuals que es poden produir a Circe. Juguen les negres. Les blanques amenacen fer escac i mat amb 1.Te1#. Les negres no podrien defensar amb 1...Rxe1 després d'aquest moviment, perquè la torre renaix a l'instant a a1 des d'on fa escac (l'alfil de les negres sí que defensa a1, i el rei negre és lliure de passar a e2 o capturar a d2, però això no té cap conseqüència, ja que després de Kxe1 serà el torn de les blanques ). Pot semblar que les negres no poden fer res per evitar aquesta amenaça, però de fet tenen 1... Aa1 ! - si ara 2. Te1+, Rxe1 és possible perquè la torre no renaix perquè la seva casella de renaixement està ocupada.

## Notació
Quan anoteu un joc de Circe en notació algebraica, és convencional col·locar els detalls d'on ha renascut una peça capturada entre parèntesis després del moviment. Per exemple, si al diagrama d'exemple, les blanques prenguessin el cavall de les negres, el moviment s'anotaria Txe8(Cg8).

## Variacions dels escacs Circe
Hi ha moltes variants dels escacs Circe, sobretot en problemes d'escacs. En lloc de renéixer a les seves posicions inicials, les peces poden renéixer en altres llocs.
- Anticirce: La peça capturadora renaix a la seva casella inicial. La peça capturada desapareix del tauler. La casella de renaixement ha d'estar buida o la captura és il·legal. N'hi ha de dos tipus: Tipus Cheylan: les captures a la casella de renaixement són il·legals (és a dir, una torre blanca no pot capturar a a1). Tipus Calvet: les captures a la casella del renaixement són legals.
- Circe Assassí: el renaixement es produeix encara que la casella del renaixement estigui ocupada. La peça ocupant s'elimina del tauler. Quan una peça és capturada a la seva casella de renaixement, la peça de captura desapareix.
- Circe Camaleó: una peça capturada (que no sigui un peó) renaix com una peça diferent: el cavall es converteix en alfil, l'alfil es converteix en torre, la torre es converteix en dama i la dama es converteix en cavall. La peça renascuda es col·loca segons la regla de Circe per a la nova peça.
- Circe Parrain: una peça capturada renaix a la casella desplaçada de la casella de captura per un vector igual al del moviment després de la captura. Si el següent moviment és enroc, aleshores s'utilitza la suma dels vectors de moviment de rei i de moviment de torre (per a un enroc al flanc de rei, el renaixement només es pot produir si la peça és un peó capturat al pas).
- Circe Rex inclòs: com Circe, però també els reis poden ser capturats. Un mat requereix que la casella inicial del rei estigui ocupada.
- Circe Clon: una peça capturada renaix a la seva casella inicial però reapareix com la peça per la qual és capturada (no un rei).
- Circe CouCou: Com Circe, però la casella del renaixement és la de la peça capturadora. Els peons capturats per una peça reneixen al rang de promoció i ascendeixen. La promoció és escollida pel bàndol capturador.
- Circe CousCous: Com CouCou Circe, però per a les captures que resulten en promoció, el tipus de promoció l'escull el bàndol el peó del qual promou.
- Circe Diagrama: una peça capturada renaix a la posició que tenia al diagrama.
- Circe Equipollents: Com Circe Parrain, però el renaixement es produeix immediatament sobre un vector igual al moviment de captura.
- Circe Kamikaze: La peça capturada renaix a la seva casella inicial. La peça capturadora desapareix.
- Circe marciana: les peces es mouen de la manera habitual però només capturen des de la seva posició inicial (si està desocupada). Les peces capturades desapareixen del tauler.
- Circe Mirall: una peça capturada renaix en una casella on una peça del color oposat renaixeria en Circe normal.
- Circe Platzwechsel (PWC): una peça capturada renaix a la casella on s'havia col·locat el capturador abans de la captura. Platzwechsel significa "intercanvi de posició" en alemany.
- Circe estricte: com Circe normal, però la casella de renaixement ha de ser lliure perquè la captura sigui legal.
- Circe simètrica: com Circe, però la casella de renaixement és la casella de captura reflectida al centre del tauler.
- Circe volcànica: com Circe, però si la casella de renaixement està ocupada, la peça capturada queda "amagada" sota aquesta peça. Quan aquesta peça es mou, es revela la peça oculta. Per exemple, rei blanc a f1, alfil blanc a a6, rei negre a b6: les negres capturen Rb6xa6(+wAf1(ocult)) Rf1-e1 (+wAf1).